# طلسم (روستا)
طلسم، روستایی است از توابع بخش مرکزی شهرستان دالاهو استان کرمانشاه ایران . این روستا در پنج کیلومتری کرند غرب قرار گرفته . این روستا در اطراف تپه ای باستانی  قرار گرفته که مربوط ب زمان اشکانیان میباشد . احتمالا وجود این تپه دلیل برای نامگذاری روستا باشد . باستان شناسان هنوز کاوشی در این تپه انجام نداده اند.تپه باستانی طلسم شده مهم ترین تپه آن منطقه است .

## جمعیت
این روستا در دهستان حومه کرند قرار داشته و بر اساس سرشماری سال ۱۳۸۵ جمعیت آن (۹۹خانوار) ۴۲۸نفر بوده‌است.

## منبع
1. ↑  درگاه ملی آمار